# Luis Mario Nájera
Luis Mario Nájera (13 de mayo de 2001) es un deportista mexicano que compite en taekwondo adaptado. Ganó una medalla de plata en los Juegos Paralímpicos de París 2024, en la categoría de –80 kg.

## Palmarés internacional
| Juegos Paralímpicos | Juegos Paralímpicos | Juegos Paralímpicos | Juegos Paralímpicos |
| Año                 | Lugar               | Medalla             | Categoría           |
| ------------------- | ------------------- | ------------------- | ------------------- |
| 2024                | París (Francia)     | Medalla de plata    | –80 kg              |